# Померли в травні 2013
|  | Службовий список статей, створений для координації робіт з розвитку теми. Це попередження не встановлюється на інформаційні списки і глосарії. |

Це список значимих людей, що померли 2013 року, упорядкований за датою смерті. Під кожною датою перелік в алфавітному порядку за прізвищем або псевдонімом.
Смерті значимих тварин та інших біологічних форм життя також зазначаються тут.
Типовий запис містить інформацію в такій послідовності:
- Ім'я, вік, країна громадянства і рід занять (причина значимості), встановлена причина смерті і посилання.

## Травень
28
- Куликов Віктор Георгійович, 91, радянський воєначальник, Маршал Радянського Союзу

24
- Петро Юхмович Тодоровський, 87, український і російський кінооператор, кінорежисер
- Мішель Крозьє, 90, французький соціолог, письменник.

22
- Анрі Дютійо, 93, французький композитор.

21
- Домінік Веннер, 78, французький письменник, застрелився у Соборі Паризької Богоматері в знак протесту проти легалізації одностатевих шлюбів.
- Микола Сімкайло, 60, український архієрей, Єпископ Коломийсько-Чернівецької єпархії УГКЦ.

20
- Рей Манзарек, 74, американський музикант, продюсер, колишній член рок-гурту The Doors.

18
- Балабанов Олексій Октябринович, 54, режисер, серцевий напад

17
- Хорхе Рафаель Відела, 87, колишній диктатор Аргентини

16
- Генріх Рорер, 79, швейцарський фізик, лауреат Нобелівської премії з фізики в 1986 р.

11
- Горностаєв Олександр Олексійович, 54, український футбольний арбітр та функціонер, помер на футбольному полі через зупинку серця

9
- Ендрю Сімпсон, 37, британський яхтсмен, олімпійський чемпіон

6
- Джуліо Андреотті, 94, італійський політик, очолював сім післявоєнних урядів Італії

4
- Крістіан де Дюв, 95, бельгійський цитолог та біохімік, лауреат Нобелівської премії з фізіології та медицині 1974 року

3
- Бранко Вукелич, 55, хорватський політик, колишній Міністр оборони Хорватії, рак

2
- Микола Павлович Мащенко, 84, український кінорежисер, сценарист, письменник
- Іван Турина, 32, хорватський футболіст, воротар шведського АІКа
- Джефф Ханнеман, 49, гітарист та один із засновників американського треш-метал гурту Slayer

1
- Гулий Іван Михайлович, 73, генеральний директор підприємства «Промінь», Герой України